# Ben Weisman
Benjamin Weisman, detto Ben (Providence, 16 novembre 1921 – Los Angeles, 20 maggio 2007), è stato un compositore statunitense.

## Biografia
Originario di Providence (Rhode Island), è cresciuto a Brooklyn, dove ha studiato il pianoforte.
A inizio carriera ha collaborato con Fred Wise e Kay Twomey, spesso utilizzando lo pseudonimo collettivo Al Hill. Tra i primi successi vi è Let Me Go, Lover!, canzone del 1954 scritta con Jenny Lou Carson e interpretata da vari artisti.
Dopo aver firmato un contratto di esclusiva con la Hill & Range, inizia a scrivere brani per il celebre Elvis Presley su richiesta di Jean Aberbach. Weisman scrive per Presley dal 1956 (First in Line) al 1971 (Change of Habit). Il loro sodalizio include altre canzoni come Got a Lot o' Livin' to Do, Follow That Dream, Rock-A-Hula Baby, Crawfish, As Long as I Have You, Pocketful of Rainbows e Fame and Fortune.

Riguardo al suo lavoro ha dichiarato: 
"Mi sono avvicinato alla scrittura per Elvis in modo diverso rispetto a qualsiasi altro artista. Le canzoni dovevano avere una combinazione di blues, country, rock e pop - quello che venne chiamato 'rockabilly'. Era come camminare nei suoi panni musicali. Con ogni nuovo film di Elvis, più delle mie canzoni venivano registrate. Diventava sempre più eccitante, perché stavo diventando l'unico cantautore ad avere così tante canzoni registrate da lui. Dopo aver completato ogni canzone, facevo un disco dimostrativo, usando un cantante che potesse copiare il suono di Elvis. Ho usato lo stesso tipo di sezione ritmica che usava lui, con lo stesso tipo di sottofondo vocale. Il risultato finale è stato una produzione fatta su misura, solo per lui.... La mia amicizia con Elvis si è sviluppata durante le sessioni in studio a Hollywood, alle quali ero sempre invitato a partecipare. Dato che copiavano i miei demo nota per nota, a Elvis piaceva avermi intorno nel caso ci fossero problemi. Aveva un grande senso dell'umorismo, e usava chiamarmi il 'professore pazzo'".
Ha scritto inoltre per altri artisti; si segnala il brano The Night Has a Thousand Eyes (1962) scritto insieme a Dorothy Wayne e Marilyn Garrett e interpretato da Bobby Vee.
Si è spento a Los Angeles nel 2007 all'età di 85 anni.